# Simulium acontum
Simulium acontum är en tvåvingeart som beskrevs av Chen, Zhang och Huang 2005. Simulium acontum ingår i släktet Simulium och familjen knott. Inga underarter finns listade i Catalogue of Life.